# Опоясывающий лишай
Опоясывающи́й ге́рпес (лат. herpes zoster) (син. — опоясывающий лишай) — заболевание вирусной природы, характеризующееся односторонними герпетиформными высыпаниями на коже с сильным болевым синдромом. Возбудитель — вирус ветряной оспы (Varicella zoster) семейства герпесвирусов, при первой встрече с организмом (чаще в молодом возрасте) вызывает типичную ветряную оспу.
У людей, переболевших ветряной оспой, вирус переходит в латентное состояние в нервных узлах. В последующем у пожилых людей и лиц с ослабленным иммунитетом он может активизироваться и вызвать опоясывающий герпес (опоясывающий лишай) — приблизительно в 10-20% случаев перенесённой ветряной оспы.

## Терминология
Название семейства герпесвирусов происходит от др.-греч. ἕρπω «ползать, пресмыкаться»; данное слово соответствует медленно текущему, возвратному характеру инфекции, свойственному всем вирусам этой группы. Название «Зостер» происходит от ζωστήρ зостер (воинский пояс, закрывавший нижнюю часть торакса и верхнюю часть зомы и защищавший брюшную и паховую области) — по сходству чётко ограниченного поражения со следом от ремня. Английское название болезни shingle происходит от латинского cingulum, что значит «ремень».
Несмотря на присутствие в названии слова «герпес», опоясывающий лишай имеет отдалённое отношение к «простуде на губах» (ВПГ) и вызывается другим вирусом, они оба относятся к семейству герпесвирусов.

## Эпидемиология
Частота заболевания варьируется от 12 до 15 на 100 000 человек в возрасте 60—75 лет. У некоторых больных (около 2 % среди больных с нормальным иммунитетом и у 10 % больных с иммунодефицитами) заболевание возникает повторно. При контакте не болевших ранее детей с больными опоясывающим лишаём у них может развиться типичная ветряная оспа.
Опоясывающий лишай чётко связан с падением уровня специфичных к вирусу ветряной оспы (лат. Varicella Zoster virus) Т-клеток у людей, болевших ранее ветряной оспой. Эпизод опоясывающего лишая активизирует специфичный Т-клеточный ответ. Также, в редких случаях, опоясывающий лишай возникает у людей, вакцинированных (живой аттенуированной) вакциной против ветряной оспы.

## Патогенез
Заражение возможно от человека, который болен опоясывающим герпесом или ветряной оспой. Пути передачи вируса — воздушно-капельный, контактный, также возможен трансплацентарный путь. Вирус нейродерматотропный, то есть может поражать клетки нервной системы и эпителия кожи. Первично или после перенесённой ветряной оспы вирус через кожу и слизистые, далее по кровеносной и лимфатической системам проникает в межпозвонковые узлы и задние корешки спинного мозга, где он может длительное время сохраняться в латентном состоянии, как и родственный ему вирус простого герпеса.
Активизация инфекции наступает при снижении иммунологической резистентности организма. Наиболее частые причины начала заболевания:
- приём препаратов, снижающих иммунитет;
- хронические стрессы и изнуряющие работы;
- локальное переохлаждение;
- онкологические заболевания (лимфогранулематоз, злокачественные опухоли);
- последствия лучевой терапии;
- больные ВИЧ-инфекцией в стадии перехода в синдром приобретённого иммунного дефицита (СПИД);
- пересадка органов и костного мозга.

Предрасполагающие факторы:
- лица старше 55 лет;
- беременные;
- после длительного лечения антибиотиками, цитостатиками, глюкокортикостероидами.

Обязательным компонентом активизации инфекции является своеобразный вирусный ганглионеврит с поражением межпозвоночных ганглиев (или ганглиев черепных нервов) и поражением задних корешков. Вирус может вовлекать в процесс вегетативные ганглии и обусловливать менингоэнцефалит. Могут поражаться и внутренние органы. Таким образом, в картине опоясывающего лишая в отличие от ветряной оспы на первый план выступают главным образом нейротропные свойства вируса.

## Клиническая картина
Процесс локализуется по ходу нервных стволов, чаще межрёберных, и ветвей тройничного нерва; характерный признак — односторонность поражения. У большинства больных высыпания располагаются на туловище. Кожным проявлениям обычно предшествуют общее недомогание, повышение температуры, небольшой зуд, чувство покалывания, невралгические боли на месте будущих высыпаний. Затем появляются розовые отёчные пятна, на фоне которых в течение 3—4 суток образуются группы эритематозных папул, быстро превращающихся в пузырьки с прозрачным содержимым; наблюдается увеличение местных лимфатических узлов и усиление болевых ощущений. Через 6—8 суток пузырьки подсыхают, образуя жёлто-коричневые корочки, которые затем отпадают, оставляя незначительную пигментацию. После исчезновения сыпи может оставаться плохо поддающаяся лечению боль (постгерпетическая невралгия).
| День 1 | День 2 | День 5 | День 6 |
| ------ | ------ | ------ | ------ |
|        |        |        |        |

Вирус может вызывать различные заболевания:
- Офтальмический опоясывающий герпес — поражается глазная ветвь тройничного нерва, что сопряжено с риском повреждения роговицы и угрозой постгерпетической невралгии.
- Синдром Рамсея-Ханта — с односторонним лицевым периферическим параличом мимической мускулатуры и высыпаниями в наружном слуховом проходе или в ротоглотке. Возможны также сильная боль в слуховом проходе, системное головокружение и утрата слуха (ушной опоясывающий герпес).
- Двигательный опоясывающий герпес — мышечная слабость, включающая поражение миотомов на одном уровне с дерматомами, поражёнными сыпью. Так, например, развитие одностороннего пареза диафрагмы с гомолатеральными высыпаниями на шее и плече (дерматомы С3, С4, С5).

Герпетическая инфекция может иметь различные клинические проявления, в особенности у пациентов с нарушением иммунной системы, включая генерализованные высыпания и развитие энцефалита. У некоторых пациентов наблюдается избирательное поражение спинного мозга (герпетический миелит) или артерий мозга, вызывающее гемиплегию.

### Течение болезни
Течение неосложнённого опоясывающего лишая длится 3—4 недели, в редких случаях менее 10 дней. Боли сохраняются иногда на протяжении нескольких месяцев. Однако, в редчайших случаях течение опоясывающего лишая может быть не только коротким, но и практически безболезненным.

### Осложнения
Возможно развитие поперечного миелита, сопровождающегося двигательным параличом. Опоясывающий лишай у ВИЧ-инфицированных и людей с другими иммунодефицитами протекает тяжелее. Длительность периода появления сыпи увеличивается до 1 недели, корки, покрывающие пузырьки, подсыхают не ранее 3-й недели заболевания. Наибольшему риску развития прогрессирующего опоясывающего лишая подвержены больные лимфогранулематозом или лимфомой, примерно у 40 % из них может быть сыпь, распространённая по всей поверхности кожи. У 5—10 % людей с диссеминированными кожными проявлениями развивается вирусная пневмония, менингоэнцефалит, гепатит и другие тяжёлые осложнения.

### Атипичные формы опоясывающего лишая
При атипичных формах опоясывающего лишая характерная клиника может быть смазана или изменена:
- Абортивная — в очагах гиперемии появляются папулы, пузырьковые высыпания не образуются;
- Пузырная (буллёзная) — высыпания в виде больших пузырей с неровными краями;
- Геморрагическая — пузырьки и пузыри заполнены кровянистым содержимым, заживают с образованием рубцов;
- Гангренозная (некротическая) — проявляющаяся некрозом ткани с последующим образованием рубцов. Часто развивается у пожилых людей, у больных с язвенной болезнью и сахарным диабетом.
- Диссеминированная (генерализованная) — сыпь везикулярного характера, локализована по всему телу с двух сторон.

## Диагностика
При развёрнутой клинической картине ганглиокожных форм опоясывающего лишая диагноз трудностей не представляет. Ошибки часто возникают в начальном периоде болезни, когда имеются симптомы интоксикации, лихорадка и резкие боли. В этих случаях ошибочно ставят диагноз стенокардии, плеврита, инфаркта лёгкого, почечной колики, острого аппендицита и др. Дифференцируют от простого герпеса, рожи, острой экземы; генерализованную форму опоясывающего лишая — от ветряной оспы. Для лабораторного подтверждения диагноза используются обнаружение вируса при микроскопии или с помощью иммунофлюоресцентного метода, выделение вируса на культурах тканей, серологические методы.

### Лабораторная диагностика
Лабораторные исследования проводятся только у детей с иммунодефицитными состояниями и маленьких грудных детей, а также при атипичной или изначально тяжёлой форме.
Если ребёнок заразился вирусом ещё находясь в утробе матери, то при заболевании в его анализах выявляются антитела IgM anti VZV, а также повышенный уровень IgG anti-VZV. Это называется позитивные тесты лимфобластной трансформации (TTL) к VZV.
Вирус можно выявить в организме также и другими методами: прямой иммунофлюоресценцией, гибридизацией in situ и ПЦР. ПЦР эффективна при формах болезни, не дающих проявлений на коже, а также висцеральных (поражение внутренних органов). При наличии пузырьков ПЦР может применяться для исследовании содержащейся в них жидкости. Согласно мнению некоторых учёных[каких?], положительный результат ПЦР доказывает реактивацию вируса.

## Лечение
Большинство случаев опоясывающего герпеса заканчивается самостоятельным выздоровлением даже в отсутствие лечения. Однако эффективное лечение существует, оно направлено на скорейшее выздоровление, снижение болевых ощущений, предотвращение осложнений и уменьшение вероятности развития осложнений, в первую очередь — постгерпетической невралгии.
Медикаментозное лечение необходимо людям с высоким риском осложнений или затяжного течения болезни: людям с иммунодефицитами, пациентам старше 50 лет. Польза от противовирусной терапии у здоровых и молодых людей не доказана.
Неосложнённые случаи лечатся дома (амбулаторно). Госпитализация показана всем людям с подозрением на диссеминированный процесс, при тяжёлом поражении глаз и головного мозга.

### Противовирусные средства
Для лечения опоясывающего лишая применяются ацикловир, валацикловир и фамцикловир. Валацикловир является метаболическим предшественником ацикловира и полностью превращается в него под действием ферментов печени. Молекула ацикловира обладает способностью встраиваться в вирусную ДНК, останавливая, таким образом, её репликацию и размножение вирусных частиц. Фамцикловир трансформируется в организме в пенцикловир и действует аналогично.
Эффективность и безопасность применения этих препаратов доказана многочисленными исследованиями
. При старте терапии в течение 72 часов от появления первых высыпаний, они способны уменьшать выраженность боли, снижать длительность болезни и вероятность постгерпетической невралгии. Фамцикловир и валацикловир имеют более удобный режим приёма, чем ацикловир, но они менее изучены и в несколько раз дороже.

### Обезболивающие средства
Обезболивание является одним из ключевых моментов в лечении опоясывающего лишая. Адекватное обезболивание даёт возможность нормально дышать, двигаться и уменьшает психологический дискомфорт. В США для обезболивания применяются наркотические анальгетики, например оксикодон.
Из ненаркотических анальгетиков используют:
- Декскетопрофен;
- Ибупрофен;
- Напроксен;
- Кеторолак;
- Кетопрофен.

При постгерпетической невралгии эффективны средства на основе капсаицина.
Препаратом выбора для купирования сильной боли и предупреждения постзостерной невралгии является амантадина сульфат благодаря собственным виростатическим свойствам и возможности блокировать периферические NMDA-рецепторы на этапе передачи болевого импульса.

### Антиконвульсанты
Антиконвульсанты (противосудорожные средства) обычно применяются при эпилепсии, но также они обладают способностью уменьшать нейропатическую боль. При Herpes zoster могут применяться некоторые из них, например габапентин и прегабалин.

### Кортикостероиды
Кортикостероидные препараты уменьшают воспаление и зуд. В некоторых исследованиях была показана их способность в сочетании с противовирусными средствами уменьшать симптомы лёгких и среднетяжелых форм заболевания.

## Профилактика
Для профилактики опоясывающего лишая были одобрены вакцины: «Зоставакс» (Zostavax) [2006] и «Шингрикс» (Shingrix) [2017], соответственно разработанные «Мерк и Ко» (Merck & Co.) и «ГлаксоСмитКляйн» (GlaxoSmithKline).
Живая аттенуированная вакцина «Зоставакс» редко вызывает побочные эффекты, но противопоказана пациентам с ослабленным иммунитетом и не может быть эффективной у пациентов, принимающих противовирусные препараты, активные против вируса Varicella zoster. С экономической точки зрения целесообразно применять её для пациентов в возрасте старше 60 лет.
В систематическом обзоре Cochrane Library восьми рандомизированных плацебоконтролируемых исследований, которые охватили 52269 участников, удалось установить, что вакцина «Зоставакс» у лиц старшего возраста предотвращает один эпизод опоясывающего лишая на каждые 70 вакцинированных, то есть она была эффективна в снижении риска опоясывающего лишая почти на 50 %. Побочные эффекты, вызванные вакциной, были представлены в основном лёгкими и умеренными симптомами в месте инъекции.
Инактивированная рекомбинантная субъединичная вакцина «Шингрикс» располагает куда большей профилактической эффективностью, которая превышает 90%, причем вне зависимости от возраста (справедливо для лиц без ослабленного иммунитета). «Шингрикс» разрешена для профилактики опоясывающего лишая среди лиц в возрасте 50 лет, а также среди лиц в возрасте 18 лет и старше, находящихся в группе риска развития опоясывающего лишая ввиду иммунодефицита или иммуносупрессии по причине заболевания или терапии.

## Прогноз
Благоприятный, за исключением энцефалитической формы. Профилактические мероприятия в очаге не проводятся.

## История
Опоясывающий лишай был известен ещё в античные времена, однако рассматривался как самостоятельное заболевание. В то же время ветряная оспа в течение длительного времени часто принималась за натуральную оспу: несмотря на то, что клинические различия этих двух инфекций были описаны ещё в 1760-х годах, надёжная дифференциация стала возможной лишь в конце XIX века.
Инфекционная природа ветряной оспы была доказана Штейнером (Steiner) в 1875 году в опытах на добровольцах. Предположения о связи ветряной оспы с заболеваниями опоясывающим лишаём были сделаны впервые в 1888 году Яношем Бокаи (János Bókay, ifj.), который наблюдал заболевание ветряной оспой детей после контакта с больными опоясывающим герпесом. Подтверждение эти представления получили лишь в конце 1950-х гг., когда Томас Хакл Уэллер выделил возбудитель от пациентов с обеими клиническими формами инфекции.
Однако наиболее убедительными оказались эпидемиологические данные: заболеваемость ветряной оспой в очагах опоясывающего лишая была существенно выше, чем в среднем среди населения (в очагах опоясывающего лишая высок вторичный риск инфицирования). В 1974 году Митиаки Такахаси с сотрудниками получил ослабленный штамм ветряной оспы, а в 1980 году в США Анной Гершон (Anne Gershon) было начато клиническое испытание вакцины против ветряной оспы «Варивакс» (Varivax), введённой в практику в 1995 году.